# پیپت نیلگیری
پیپت نیلگیری (نام علمی: Anthus nilghiriensis) نام یک گونه از سرده پ‌پت است.